# La Taupe (roman)
Pour les articles homonymes, voir La Taupe et Tinker, Tailor, Soldier, Spy.
La Taupe (titre original : Tinker, Tailor, Soldier, Spy) est un roman d'espionnage de John le Carré publié en 1974. Premier volume de la Trilogie de Karla, il sera suivi par Comme un collégien et Les Gens de Smiley.

## Résumé
Dans les années 1970, des hauts fonctionnaires et ministres chargés des services secrets à Whitehall demandent à George Smiley, maître-espion mis à la retraite anticipée, de reprendre du service : ils ont désormais acquis la quasi-certitude que le Cirque, un service secret britannique, a été pénétré au plus haut niveau par une « taupe » soviétique.
Avec l'aide de Peter Guillam, Smiley va enquêter sur l'échec d'une mission en Tchécoslovaquie où l'agent britannique Jim Prideaux a failli laisser la vie. Cette catastrophe a entraîné la disgrâce de Control, le directeur du Cirque. Le service est dorénavant placé sous la responsabilité de Percy Alleline, Bill Haydon, Toby Esterhase et Roy Bland (personnage de fiction qui apparaît dans plusieurs des romans de l'auteur), qui sont autant de suspects.
De dialogues avec les témoins d'un passé parfois lointain en consultations nocturnes des dossiers, Smiley poursuit à force de réminiscences douloureuses sa traque de la taupe – et de Karla, son "Graal noir", le maître-espion soviétique.

## Honneurs
La Taupe occupe la 33e place au classement des cent meilleurs romans policiers de tous les temps établi en 1990 par la Crime Writers' Association.
La Taupe occupe aussi la 30e place au classement des cent meilleurs livres policiers de tous les temps établi en 1995 par l'association des Mystery Writers of America.

## Éditions
- (en) John le Carré, Tinker, Tailor, Soldier, Spy, New York, Knopf, juin 1974, 1re éd., 355 p. (ISBN 0-394-49219-6 et 978-0-394-49219-3, OCLC 867935, LCCN 74005084)
- John le Carré (trad. Jean Rosenthal), La Taupe [« Tinker, Tailor, Soldier, Spy »], Paris, Laffont, coll. « Best Sellers / suspense », 1974, 381 p. (ISBN 2-221-08049-1 et 978-2-221-08049-8, OCLC 474178308, BNF 35440862)
- John le Carré (trad. de l'anglais par Jean Rosenthal), La Taupe [« Tinker, Tailor, Soldier, Spy »], Paris, Seuil, coll. « Points » (no 921), 4 octobre 2001, 416 p. (ISBN 2-02-047991-5 et 978-2-02-047991-2, OCLC 469056039, BNF 37694146, présentation en ligne)

## Adaptations

### À la télévision
- 1979 : La Taupe (en), mini-série de la BBC en 7 épisodes, avec Alec Guinness dans le rôle de Smiley.

### Au cinéma
- 2011 : La Taupe (Tinker Tailor Soldier Spy), film franco-germano-britannique réalisé par Tomas Alfredson, d'après le roman homonyme, avec Gary Oldman dans le rôle de Smiley, et Colin Firth dans celui de Bill Haydon